# Giro d'Europa
Il Giro d'Europa è stata una corsa a tappe maschile di ciclismo su strada che si svolgeva in Europa. 

## Albo d'oro
Aggiornato all'edizione 1956.
| Anno | Vincitore     | Secondo          | Terzo            |
| ---- | ------------- | ---------------- | ---------------- |
| 1954 | Primo Volpi   | Hilaire Couvreur | Luciano Pezzi    |
| 1955 | non disputato | non disputato    | non disputato    |
| 1956 | Roger Rivière | Marcel Rohrbach  | Gianni Ferlenghi |

## Statistiche

### Vittorie per nazione
Aggiornato all'edizione 1956.
| Pos. | Nazione | Vittorie |
| ---- | ------- | -------- |
| 1    | Italia  | 1        |
| 1    | Francia | 1        |